# Kollagen-Typ 13α1
Kollagen Typ XIII, alpha 1 ist ein Kollagen mit Transmembrandomänen, das vom Gen COL13A1 codiert wird. Es bildet Homotrimere, die wiederum Kollagenfibrillen vom Typ XIII formen.

## Eigenschaften
Typ XIII Kollagen Alpha 1 ist in der Zell-Matrix-Verbindung und in der Zelladhäsion involviert. Es nimmt auch an der Verknüpfung der Muskelfaser mit der Basalmembran teil. Außerdem spielt es eine wichtige Rolle in der enchondralen Ossifikation der Knochen und in der dendritischen Morphogenese der Lunge. An der motorischen Endplatte dient COL13A1 zur Bildung von Acetylcholinrezeptoren. Die Ektodomäne von Kollagen Typ XIII ist in der Lage Fibronectin, Nidogen-2, Perlecan und Heparin zu binden.
Mutationen im Gen COL13A1 können zum Kongenitalen myasthenen Syndrom führen. Einzelnukleotid-Polymorphismen in diesem Gen werden oftmals mit einer typischen Lobärpneumonie assoziiert.